# Jannik Rochelt
Jannik Rochelt (Lindenberg im Allgäu, 27 september 1998) is een Duitse voetballer die doorgaans als linksbuiten speelt. Hij maakte in 2022 in de 3. Liga namens SV Elversberg zijn debuut in het betaalde voetbal. In juli 2024 maakte hij de overstap van de club uit de gemeente Spiesen-Elversberg naar Hannover 96.

## Clubloopbaan

### Jeugd
Rochelt begon met voetballen bij Rot-Weiß Weiler en kwam via VfB Friedrichshafen in de B-junioren van FC Memmingen terecht. Hij doorliep zowel de B- als A-junioren en hij maakte in het seizoen 2017/18 de overstap naar de senioren.

### FC Memmingen
In het seizoen 2016/17 speelde Rochelt als A-junior bij het tweede elftal voor de eerste keer bij de senioren. Op 15 april 2017 kwam hij in de Landesliga Bayern Südwest tijdens de wedstrijd tegen SC Oberweikertshofen in de 70e minuut in de ploeg. Een seizoen later maakte hij de overstap naar de senioren waarbij hij zowel in het tweede als eerste actief was. Op 15 september 2019 maakte hij in het eerste zijn eerste speelminuten in de Regionalliga Bayern tijdens de thuiswedstrijd tegen het tweede van FC Augsburg. Hij kwam in de 66e minuut in de ploeg. Aan het einde van het seizoen speelde Rochelt een belangrijk rol in het voorkomen van degradatie. Nadat de eerste wedstrijd in de playoffs tegen TSV Rain met 3-2 was verloren maakte hij in de met 2-0 gewonnen terugwedstrijd één van de doelpunten. In zijn tweede seizoen bij de senioren werd hij basisspeler bij het eerste elftal en trok met zijn spel de aandacht van Bayern München. In de winterstop koos hij een half jaar voor het aflopen van zijn contract om de overstap te maken naar het tweede elftal van de Duitse recordkampioen.

### Bayern München II
Kort voor het afsluiten van de wintertransferperiode tekende Rochelt een contract tot 2021 bij de Zuid-Duitse club. Op 24 februari 2019 maakte hij onder trainer Holger Seitz zijn eerste speelminuten tijdens een thuiswedstrijd in de Regionalliga Bayern tegen het tweede van FC Ingolstadt 04. Hij kwam in de 68e minuut in de ploeg. Een paar weken later op 17 maart maakte hij zijn eerste doelpunt in het shirt van Bayern München tijdens de met 3-2 gewonnen thuiswedstrijd tegen VfR Garching. In de 53e minuut scoorde hij vanuit een vrije trap de 3-0. Hij werd in zijn eerste seizoen kampioen. In de playoffs werd over twee wedstrijden van het tweede van VfL Wolfsburg gewonnen waarna promotie naar de 3. Liga volgde. Na in de heenronde in Wolfsburg met 3-1 te hebben verloren werd in München met 4-1 gewonnen. Rochelt was één van de doelpuntenmakers in deze wedstrijd. Mede vanwege een knieblessure werd zijn tweede seizoen onder de nieuwe trainer Sebastian Hoeneß beperkt tot negen basisplaatsen. Bayern werd dat seizoen wederom kampioen. Rochelt besloot de club te verlaten en zijn loopbaan voor te zetten bij SSV Ulm 1846. Hij speelde in het tweede van Bayern samen met onder andere Joshua Zirkzee, Alphonso Davies, Jamal Musiala en Malik Tillman.

### SSV Ulm 1846
Begin februari 2021 tekende Rochelt een contract tot 2023 bij SSV Ulm 1846. Op 6 februari maakte hij onder trainer Holger Bachthaler zijn eerste speelminuten tijdens een uitwedstrijd in de Regionalliga Südwest tegen SV Elversberg. In de Ursapharm-Arena an der Kaiserlinde kwam hij in de 61e minuut in de ploeg voor Adrian Beck. Op 8 mei maakte hij zijn eerste doelpunt voor Ulm tijdens de met 1-2 gewonnen uitwedstrijd tegen FC Gießen. In de 89e minuut maakte hij de 1-1 gelijkmaker. Na een overtreding op Rochelt volgde een strafschop waarna Johannes Reichert twee minuten later de winnende treffer maakte. In zijn tweede seizoen (2021/22) kwam hij tot 22 basisplaatsen en eindigde hij met Ulm op de tweede plaats waardoor promotie werd misgelopen. Kampioen werd SV Elversberg, de club waar Rochelt na dit seizoen zijn loopbaan vervolgde.

### SV Elversberg
In de zomer van 2022 tekende Rochelt een contract tot 2024. Op 23 juli maakte hij onder trainer Horst Steffen zijn debuut tijdens een uitwedstrijd in de 3. Liga tegen Rot-Weiss Essen. In het Stadion an der Hafenstraße begon hij in de basis en werd hij in de 76e minuut gewisseld voor Semih Sahin. Een week later maakte hij tijdens de met 4-3 gewonnen wedstrijd tegen Bayer Leverkusen in de eerste ronde van de DFB-Pokal zijn eerste doelpunt in het shirt van Elversberg. In de tweede minuut bracht hij zijn ploeg op een 1-0 voorsprong. Mede door 12 doelpunten van zijn voet werd Elversberg kampioen en promoveerde de club naar de 2. Bundesliga. Naast promotie won Rochelt met Elversberg de Saarlandpokal door in de finale na verlenging met 2-3 van 1. FC Saarbrücken te winnen. In augustus verlengde hij zijn contract. In zijn tweede seizoen (2023/24) bleef Rochelt ook op het tweede Duitse niveau basisspeler en kwam hij tot 32 basisplaatsen waarin hij vier keer wist te scoren. Door op een elfde plaats te eindigen lukte het Rochelt om niet met Elversberg te degraderen. Aan het einde van het seizoen werd bekend dat Rochelt de overstap maakte naar het in dezelfde divisie spelende Hannover 96.

### Hannover 96
Rochelt tekende in juli 2024 een contract tot 2027 bij de club uit de hoofdstad van de Duitse deelstaat Nedersaksen. Op 3 augustus maakte hij onder trainer Stefan Leitl tijdens de eerste wedstrijd van het seizoen 2024/25 zijn basisdebuut in de thuiswedstrijd tegen Jahn Regensburg. Begin oktober raakte hij zijn basisplaats kwijt en kwam hij tot aan de winterstop enkel als invaller binnen de lijnen. Tijdens de jaarwisseling werd Leitl ontslagen en opgevolgd door André Breitenreiter. Deze verandering pakte goed uit voor Rochelt die weer terug kwam in het basiselftal. Op 9 februari maakte hij zijn eerste doelpunt in het shirt van Hannover tijdens de met 1-1 gelijkgespeelde thuiswedstrijd tegen Fortuna Düsseldorf. Na een 0-1 achterstand scoorde hij na een assist van Nicolò Tresoldi in de 35e minuut de gelijkmaker.

## Clubstatistieken
| Seizoen                         | Club                 | Competitie                | Competitie | Competitie | Beker | Beker | Internationaal | Internationaal | Overig | Overig | Totaal | Totaal |
| Seizoen                         | Club                 | Competitie                | Wed.       | Dlp.       | Wed.  | Dlp.  | Wed.           | Dlp.           | Wed.   | Dlp.   | Wed.   | Dlp.   |
| ------------------------------- | -------------------- | ------------------------- | ---------- | ---------- | ----- | ----- | -------------- | -------------- | ------ | ------ | ------ | ------ |
| 2016/17                         | FC Memmingen II      | Landesliga Bayern Südwest | 4          | 0          | 0     | 0     | 0              | 0              | 0      | 0      | 4      | 0      |
| 2017/18                         | FC Memmingen II      | Landesliga Bayern Südwest | 19         | 6          | 0     | 0     | 0              | 0              | 0      | 0      | 19     | 6      |
| 2017/18                         | FC Memmingen         | Regionalliga Bayern       | 19         | 6          | 1     | 0     | 0              | 0              | 0      | 0      | 20     | 6      |
| 2018/19                         | FC Memmingen         | Regionalliga Bayern       | 22         | 8          | 3     | 2     | 0              | 0              | 0      | 0      | 25     | 10     |
| 2018/19                         | FC Bayern München II | Regionalliga Bayern       | 14         | 1          | 0     | 0     | 0              | 0              | 2      | 1      | 16     | 2      |
| 2019/20                         | FC Bayern München II | 3. Liga                   | 14         | 1          | 0     | 0     | 0              | 0              | 0      | 0      | 14     | 1      |
| 2020/21                         | FC Bayern München II | 3. Liga                   | 10         | 0          | 0     | 0     | 0              | 0              | 0      | 0      | 10     | 0      |
| 2020/21                         | SSV Ulm 1846         | Regionalliga Südwest      | 20         | 2          | 1     | 0     | 0              | 0              | 0      | 0      | 21     | 2      |
| 2021/22                         | SSV Ulm 1846         | Regionalliga Südwest      | 31         | 1          | 1     | 0     | 0              | 0              | 5      | 2      | 37     | 3      |
| 2022/23                         | SV Elversberg        | 3. Liga                   | 37         | 12         | 2     | 1     | 0              | 0              | 4      | 1      | 43     | 14     |
| 2021/22                         | SV Elversberg        | 2. Bundesliga             | 33         | 4          | 1     | 0     | 0              | 0              | 0      | 0      | 34     | 4      |
| 2024/25                         | Hannover 96          | 2. Bundesliga             | 19         | 1          | 1     | 0     | 0              | 0              | 0      | 0      | 20     | 1      |
| Carrière totaal                 | Carrière totaal      | Carrière totaal           | 242        | 41         | 10    | 4     | 0              | 0              | 11     | 4      | 263    | 49     |
| Bijgewerkt tot 25 februari 2025 |                      |                           |            |            |       |       |                |                |        |        |        |        |

- In het seizoen 2016/17 speelde Rochelt als A-junior vier keer mee met het tweede elftal;
- Hij begon het seizoen 2017/18 in het tweede maar stapte in de winterstop over naar het eerste elftal
- In het seizoen 2021/22 speelde hij namens SSV Ulm 1846 in de Württembergpokal;
- Met SV Elversberg speelde hij in het seizoen 2022/23 in de Saarlandpokal.

## Erelijst
| Competitie           |                      |                      |                      |                      |
| Competitie           | Aantal               | Jaren                |                      |                      |
| FC Bayern München II | FC Bayern München II | FC Bayern München II | FC Bayern München II | FC Bayern München II |
| -------------------- | -------------------- | -------------------- | -------------------- | -------------------- |
| 3. Liga              | 1x                   | 2019/20              |                      |                      |
| SV Elversberg        |                      |                      |                      |                      |
| 3. Liga              | 1x                   | 2022/23              |                      |                      |
| Saarlandpokal        | 1x                   | 2022/23              |                      |                      |